# البركان الذهبي (رواية)
البركان الذهبي (بالفرنسية: Le Volcan d'or)‏، (بالإنجليزية: The Golden Volcano)‏ رواية مغامرة من تأليف الروائي جول فيرن صدرت عام 1906.